# Monumento ai caduti della prima guerra mondiale (Afragola)
Il monumento ai caduti della prima guerra mondiale si trova ad Afragola e venne realizzato nel 1923 dallo scultore pugliese Raffaele Ferrara per commemorare i trecento soldati afragolesi caduti durante la prima guerra mondiale.

## Storia
Il  monumento ai caduti di Afragola fu voluto dal consiglio comunale, durante una riunione del 21 giugno 1921, per onorare i trecento caduti durante la prima guerra mondiale.
Fu incaricato di costruire il monumento lo scultore pugliese Raffaele Ferrara, il quale ultimò la costruzione all'inizio dell'estate del 1923, sulla facciata del Municipio, a sinistra del portale d'ingresso.

## Descrizione
Il monumento, sagomato in forma di T, è costituito da un altorilievo in bronzo raffigurante una figura femminile Patria che stringe tra le mani un serto di palma ed è sormontata da una festone di alloro, che spartisce due elenchi fitti di nomi dei caduti.

Al di sotto di essa vi è un’iscrizione commemorativa, contornata da rilievi con lo stemma cittadino in bronzo, affiancato da due elmetti: